# Brian Posehn
Brian Edmund Posehn (Sacramento, 6 juli 1966) is een Amerikaans acteur, komiek en scenarioschrijver. Hij werd samen met de andere schrijvers van de komedieserie Mr. Show with Bob and David zowel in 1998 als 1999 genomineerd voor een Emmy Award. Als acteur speelt hij doorgaans bijrollen als sociale buitenbeentjes, niet zelden gekenmerkt door een monotoon stemgeluid.
Posehns eerste rol was er een als stemacteur in 1994. Toen de Japanse tekenfilm Heisei tanuki gassen pompoko dat jaar in het Engels verscheen als The Raccoon War, sprak hij daarvoor de stem in van Hayashi. Rollen in televisiefilms en eenmalige gastoptredens in series als Friends en NewsRadio volgden, waarop Posehn in 1998 voor het eerst in eigen persoon te zien was op het witte doek in een bijrolletje in The Wedding Singer. Meer dan twintig andere films volgden.
Daarnaast speelde Posehn wederkerende personages in meer dan tien televisieseries. Zijn meest omvangrijke rollen daarin waren die in Mr. Show with Bob and David (1995-1998), Just Shoot Me! (1999-2003) en The Sarah Silverman Program (2007-2008). Tevens had Posehn eenmalige gastoptredens in meer dan twintig andere series, zoals Seinfeld, Californication en Becker.
Hij speelde ook mee in de videoclip bij het nummer Wires van Red Fang
Posehn trouwde in 2004 met producente Melanie Truhett.

## Filmografie
*Exclusief 5+ televisiefilms
| - Seven Stages to Achieve Eternal Bliss By Passing Through the Gateway Chosen By the Holy Storsh (2018) - Captain Underpants: The First Epic Movie (2017) - Uncle Nick (2015) - Hell and Back (2015) - Knights of Badassdom (2013) - The Five-Year Engagement (2012) - Lloyd the Conqueror (2011) - Scooby-Doo! Abracadabra-Doo (2010, stem) - The Haunted World of El Superbeasto (2009, stem) - Spy School (2008) - Fantastic Four: Rise of the Silver Surfer (2007) - Surf's Up (2007, stem) - Undead or Alive (2007) - Smiley Face (2007) | - Careless (2007) - Stay (2005) - The Devil's Rejects (2005) - Cake Boy (2005) - Sarah Silverman: Jesus Is Magic (2005) - Eulogy (2004) - Brother Bear (2003, stem) - Grind (2003) - Dumb and Dumberer: When Harry Met Lloyd (2003) - Sorority Boys (2002) - Run Ronnie Run (2002) - Desperate But Not Serious (2000) - The Independent (2000) - The Wedding Singer (1998) - Heisei tanuki gassen pompoko (1994, stem Engelstalige versie) |

## Televisieseries
*Exclusief eenmalige gastrollen
- Deadly Class - Shandy (2019, vijf afleveringen)
- Mr. Student Body President - Lyle (2017-2018, vijf afleveringen)
- New Girl - Biologieleraar (2014-2018, zes afleveringen)
- Ginger Snaps - stem Fingers (2017, tien afleveringen)
- Billy Dilley's Super-Duper Subterranean Summer - stem Gorkager (2017, vijf afleveringen)
- Uncle Grandpa - stem Charlie Burgers *2914-2016, drie afleveringen)
- W/ Bob & David - Verschillende stemmen (2015, vier afleveringen)
- Star vs. the Forces of Evil - stem Lobster Claws (2015, twee afleveringen)
- Steven Universe - Sour Cream (2014-2018, tien afleveringen)
- The Big Bang Theory - Bert Kibbler (2013-2019, vijftien afleveringen)
- Guys with Kids - Victor (2012, drie afleveringen)
- Sym-Bionic Titan - stem Octus / Newton (2010-2011, negentien afleveringen)
- The Sarah Silverman Program - Brian Spukowski (2007-2010, 32 afleveringen)
- Transformers: Animated - stem Nanosec (2008, twee afleveringen)
- Out of Jimmy's Head - stem Crocco (2007-2008, acht afleveringen)
- Kim Possible - stem Cousin Larry (2002-2007, vijf afleveringen)
- Reno 911! - Stevie the Coroner (2006-2007, drie afleveringen)
- Tom Goes to the Mayor - stem Gibbons (2005-2006, vier afleveringen)
- The Bernie Mac Show - David (2004-2005, twee afleveringen)
- Just Shoot Me! - Kevin Liotta (1999-2003, 29 afleveringen)
- 3-South - Dell (2002-2003, veertien afleveringen)
- Mission Hill (televisieserie)Mission Hill - stem Jim Kuback (1999-2002, dertien afleveringen)
- Mr. Show with Bob and David - Verschillende (1995-1998, 21 afleveringen)
- The Army Show - Eddie Mitterand (1998, vijf afleveringen)

## Schrijver
- W/ Bob and David (2015, vier afleveringen)
- Anger Management (2012, twee afleveringen)
- Comedy Central Roast of Roseanne (2012)
- Metalocalypse (2009-2012, elf afleveringen)
- Nick Swardson's Pretend Time (2010 - 2011, acht afleveringen)
- MTV Movie Awards 2010 (als consulterend schrijver)
- Shutterbugs (2007-2010, vijf afleveringen, als consulterend schrijver)
- The Sarah Silverman Program (2010, één aflevering)
- New York Stand-Up Show (2010, één aflevering)
- Human Giant (2007-2008, twaalf afleveringen, als consulterend schrijver)
- Comedy Central Presents (2002-2008, twee afleveringen)
- The Comedians of Comedy (2005, documentaire)
- The Man Show (2003-2004, 22 afleveringen)
- Run Ronnie Run (2002, film)
- Kill Yourself: The Movie (2000, direct-naar-dvdfilm)
- Mr. Show with Bob and David (1996-1998, twintig afleveringen)
- Space Ghost Coast to Coast (1998, één aflevering
- Mr. Show and the Incredible, Fantastical News Report (1998, televisiefilm)
- The Jon Stewart Show (1995, één aflevering)

- Biblioteca Nacional de España: XX5341346
- Bibliothèque nationale de France: cb169365120 (data)
- Gemeinsame Normdatei: 1078872430
- International Standard Name Identifier: 0000 0000 4850 6239
- Library of Congress Control Number: no2006065177
- MusicBrainz: 62b7f4ea-ec4c-42ef-9d52-4c1a1b21cdfd
- Nationale Bibliotheek van Tsjechië: xx0201624
- Nationale Bibliotheek van Israël: 987012502690505171
- Système universitaire de documentation: 183592433
- Virtual International Authority File: 24355446
- WorldCat: E39PBJyrYqhVF68rwTyc8yfyVC